# Laevophiloscia unidentata
Laevophiloscia unidentata är en kräftdjursart som beskrevs av Albert Vandel1973. Laevophiloscia unidentata ingår i släktet Laevophiloscia och familjen Philosciidae. Inga underarter finns listade i Catalogue of Life.